# Trochosa suiningensis
Trochosa suiningensis är en spindelart som beskrevs av Peng et al. 1997. Trochosa suiningensis ingår i släktet Trochosa och familjen vargspindlar. Inga underarter finns listade i Catalogue of Life.